# كيث بي. الكسندر
كيث بي. الكسندر (بالإنجليزية: Keith B. Alexander)‏ هو ضابط استخبارات وجاسوس أمريكي، ولد في 2 ديسمبر 1951 في سيراكيوز في الولايات المتحدة.

## وصلات خارجية
- كيث بي. الكسندر على موقع مونزينجر (الألمانية)
- كيث بي. الكسندر على موقع إن إن دي بي (الإنجليزية)